# Coppa Italia 1990/91
Die Coppa Italia 1990/91, den Fußball-Pokalwettbewerb für Vereinsmannschaften in Italien der Saison 1990/91, gewann die AS Rom. Die Roma traf im Finale auf Sampdoria Genua und konnte die Coppa Italia zum siebten Mal gewinnen. Man wurde Nachfolger von Juventus Turin, das in diesem Jahr bereits im Viertelfinale ausschied.
Als italienischer Pokalsieger nahm der AS Rom in der nächsten Saison am Europapokal der Pokalsieger teil.

## 1. Runde
|                | Gesamt          |                      | Hinspiel | Rückspiel |
| -------------- | --------------- | -------------------- | -------- | --------- |
| Cosenza Calcio | 3:1             | US Barletta          | 0:1      | 3:0 n. V. |
| AC Florenz     | 2:0             | AC Venedig           | 1:0      | 1:0       |
| AC Reggiana    | (a)2:2(a)       | FC Como              | 0:1      | 2:1 n. V. |
| Reggina Calcio | 2:4             | FC Modena            | 1:3      | 1:1       |
| US Cremonese   | 2:0             | AC Mantova           | 2:0      | 0:0       |
| Brescia Calcio | 1:0             | Salernitana Sport    | 0:0      | 1:0       |
| Hellas Verona  | 5:2             | US Palermo           | 2:1      | 3:1       |
| Calcio Padova  | (a)3:3(a)       | AC Monza Brianza     | 3:1      | 0:2       |
| US Avellino    | 1:3             | AS Taranto           | 1:1      | 0:2       |
| Udinese Calcio | 4:2             | US Casertana         | 4:1      | 0:1       |
| US Foggia      | 5:4             | AS Lucchese Libertas | 4:1      | 1:3       |
| Ascoli Calcio  | 1:2             | FC Giarre            | 1:0      | 0:2       |
| Ancona Calcio  | (a)3:3(a)       | FC Messina           | 2:2      | 1:1       |
| Pescara Calcio | 3:0             | US Catanzaro         | 1:0      | 2:0       |
| US Lecce       | 0:0 (5:4 i. E.) | FC Empoli            | 0:0      | 0:0       |
| US Triestina   | 2:0             | Polisportiva Licata  | 1:0      | 1:0       |

## 2. Runde
|                  | Gesamt          |                 | Hinspiel | Rückspiel |
| ---------------- | --------------- | --------------- | -------- | --------- |
| SSC Neapel       | 5:0             | Cosenza Calcio  | 3:0      | 2:0       |
| AC Florenz       | 2:0             | AC Parma        | 1:0      | 1:0       |
| FC Bologna       | 4:2             | AC Reggiana     | 4:1      | 0:1       |
| FC Modena        | 3:1             | Lazio Rom       | 0:0      | 3:1       |
| AC Cesena        | 4:5             | US Cremonese    | 4:3      | 0:2       |
| Sampdoria Genua  | 5:1             | Brescia Calcio  | 1:1      | 4:0       |
| Hellas Verona    | 1:4             | Torino Calcio   | 0:4      | 1:0       |
| AC Monza Brianza | 1:3             | Inter Mailand   | 0:1      | 1:2       |
| Juventus Turin   | 3:2             | AS Taranto      | 2:0      | 1:2       |
| Udinese Calcio   | 0:2             | SC Pisa         | 0:1      | 0:1       |
| AS Rom           | 4:1             | US Foggia       | 1:0      | 3:1       |
| FC Giarre        | 0:3             | CFC Genua       | 0:0      | 0:3       |
| AS Bari          | 0:0 (5:3 i. E.) | FC Messina      | 0:0      | 0:0       |
| Atalanta Bergamo | 2:1             | Pescara Calcio  | 2:0      | 0:1       |
| US Lecce         | 5:0             | Cagliari Calcio | 4:0      | 1:0       |
| AC Mailand       | 2:1             | US Triestina    | 1:0      | 1:1       |

## Achtelfinale
|                  | Gesamt    |               | Hinspiel | Rückspiel |
| ---------------- | --------- | ------------- | -------- | --------- |
| SSC Neapel       | 2:1       | AC Florenz    | 2:1      | 0:0       |
| FC Bologna       | 3:1       | FC Modena     | 1:0      | 2:1       |
| Sampdoria Genua  | 4:3       | US Cremonese  | 1:1      | 3:2       |
| Inter Mailand    | (a)2:2(a) | Torino Calcio | 2:1      | 0:1       |
| Juventus Turin   | 4:3       | SC Pisa       | 3:2      | 2:1       |
| AS Rom           | 3:1       | CFC Genua     | 2:0      | 1:1       |
| Atalanta Bergamo | 1:3       | AS Bari       | 1:0      | 0:3       |
| AC Mailand       | 5:2       | US Lecce      | 3:0      | 2:2       |

## Viertelfinale
|               | Gesamt          |                 | Hinspiel | Rückspiel |
| ------------- | --------------- | --------------- | -------- | --------- |
| SSC Neapel    | 3:2             | FC Bologna      | 0:1      | 3:1       |
| Torino Calcio | 1:1 (2:4 i. E.) | Sampdoria Genua | 1:0      | 0:1       |
| AS Rom        | 3:1             | Juventus Turin  | 1:1      | 2:0       |
| AS Bari       | 0:1             | AC Mailand      | 0:0      | 0:1       |

## Halbfinale
|            | Gesamt |                 | Hinspiel | Rückspiel |
| ---------- | ------ | --------------- | -------- | --------- |
| SSC Neapel | 1:2    | Sampdoria Genua | 1:0      | 0:2       |
| AC Mailand | 0:1    | AS Rom          | 0:0      | 0:1       |

## Finale

### Hinspiel
| AS Rom                                | AS Rom | Sampdoria Genua | Sampdoria Genua |
| ------------------------------------- | --- | --- | --------------- |
| AS Rom                                | \| Finale \| \| 30. Mai 1991 in Rom (Stadio Olimpico) \| \| Ergebnis: 3:1 (3:1) \| \| Schiedsrichter: Pierluigi Pairetto \| | \| Finale \| \| 30. Mai 1991 in Rom (Stadio Olimpico) \| \| Ergebnis: 3:1 (3:1) \| \| Schiedsrichter: Pierluigi Pairetto \| | Sampdoria Genua |
| AS Rom                                | Giovanni Cervone – Stefano Pellegrini, Amedeo Carboni, Sebastiano Nela, Aldair – Thomas Berthold, Stefano Desideri, Fabrizio Di Mauro, Giuseppe Giannini (83. Manuel Gerolin) – Ruggiero Rizzitelli (76. Roberto Muzzi), Rudi Völler Cheftrainer: Ottavio Bianchi | Gianluca Pagliuca – Moreno Mannini, Pietro Vierchowod, Luca Pellegrini, Fausto Pari – Srečko Katanec (84. Ivano Bonetti), Attilio Lombardo (84. Giovanni Invernizzi), Toninho Cerezo, Giuseppe Dossena – Roberto Mancini, Gianluca Vialli Cheftrainer: Vujadin Boškov | Sampdoria Genua |
| AS Rom                                | 1:0 Luca Pellegrini (12., Eigentor) 2:1 Thomas Berthold (35.) 3:1 Rudi Völler (40., Elfmeter) | 1:1 Srečko Katanec (29.) | Sampdoria Genua |
| Finale                                | | |                 |
| 30. Mai 1991 in Rom (Stadio Olimpico) | | |                 |
| Ergebnis: 3:1 (3:1)                   | | |                 |
| Schiedsrichter: Pierluigi Pairetto    | | |                 |

### Rückspiel
| Sampdoria Genua                               | Sampdoria Genua | AS Rom | AS Rom |
| --------------------------------------------- | --- | --- | ------ |
| Sampdoria Genua                               | \| Finale \| \| 9. Juni 1991 in Genua (Stadio Luigi Ferraris) \| \| Ergebnis: 1:1 (1:1) \| \| Schiedsrichter: Arcangelo Pezzella \| | \| Finale \| \| 9. Juni 1991 in Genua (Stadio Luigi Ferraris) \| \| Ergebnis: 1:1 (1:1) \| \| Schiedsrichter: Arcangelo Pezzella \| | AS Rom |
| Sampdoria Genua                               | Gianluca Pagliuca – Moreno Mannini, Pietro Vierchowod, Marco Lanna (62. Marco Branca), Fausto Pari – Srečko Katanec, Attilio Lombardo, Toninho Cerezo, Giovanni Invernizzi (56. Oleksij Mychajlytschenko) – Roberto Mancini, Gianluca Vialli Cheftrainer: Vujadin Boškov | Giovanni Cervone – Stefano Pellegrini, Amedeo Carboni, Manuel Gerolin, Sebastiano Nela, Aldair – Stefano Desideri, Fabrizio Di Mauro, Giuseppe Giannini (67. Antonio Tempestilli) – Ruggiero Rizzitelli, Rudi Völler (84. Fausto Salsano) Cheftrainer: Ottavio Bianchi | AS Rom |
| Sampdoria Genua                               | 1:1 Aldair (34., Eigentor) | 0:1 Rudi Völler (11., Elfmeter) | AS Rom |
| Finale                                        | | |        |
| 9. Juni 1991 in Genua (Stadio Luigi Ferraris) | | |        |
| Ergebnis: 1:1 (1:1)                           | | |        |
| Schiedsrichter: Arcangelo Pezzella            | | |        |